# Macromitrium melinii
Macromitrium melinii är en bladmossart som beskrevs av Heikki Roivainen 1936 i Annales Botanici Societatis Zoologicæ-Botanicæ Fennicæ “Vanamo”. Macromitrium melinii ingår i släktet Macromitrium och familjen Orthotrichaceae. Inga underarter finns listade i Catalogue of Life.